# Morgen wirst du um mich weinen
Morgen wirst du um mich weinen ist ein deutsches Filmmelodram aus dem Jahre 1959 von Alfred Braun mit Joachim Hansen, Sabine Bethmann, Sabina Sesselmann und Rudolf Forster in den Hauptrollen. Die Geschichte basiert auf einem Roman von Karl Zumbro in der Münchner Illustrierten.

## Handlung
Thea Hackrath ist die Tochter des ebenso vermögenden wie stockkonservativen Konsul Hackrath, der einem großen Konzern vorsteht. Die stets sehr beherrschte und ein wenig unterkühlt wirkende junge Frau hat eine Liaison mit Dr. Korss, nicht nur ein leitender Angestellter des Hackrathschen Unternehmens, sondern auch noch ein verheirateter Mann, von dem sie zu allem Überfluss auch noch ein Kind erwartet. Von all dem darf aber ihr alter Herr, dem Sitte und Moral und ein geordnetes Privat- und Familienleben über alles geht, nichts wissen. Um dem Konsul nicht immer etwas vorlügen zu müssen, benötigt Thea daher unbedingt einen vorzeigbaren Mann, der als ihr zukünftiger Gatte und Vater des Kindes vor dem herrischen Alten bestehen kann. Da ergibt sich eine günstige Gelegenheit, als sie auf den engagementlosen Schauspieler Heinz Horbach stößt, der anders als Korss eher ihrem Alter entspricht und auch noch einen recht schmucken Schwiegersohn hergeben könnte. Korss und Thea verschaffen Horbach nun die Rolle seines Lebens: Für eine Gage in Höhe von 30.000 DM soll er den Gatten und Vater in spe geben und einer Scheinehe zustimmen. Heinz lehnt zunächst dieses ebenso verlockende wie unmoralische Angebot ab, stimmt aber schließlich, um Thea eine große Katastrophe zu ersparen, doch noch zu.
Es kommt zur prachtvollen Hochzeit, und das Paar lebt fortan in der Villa Konsul Hackraths. Während die wenig skrupelbehaftete Thea ihr Verhältnis mit Dr. Korss fortsetzt, beginnt sich Horbach in seiner Rolle als falscher Gatte zunehmend unbehaglich zu fühlen. Die Dinge verkomplizieren sich zunehmend, als Thea für ihren Gatten plötzlich Gefühle zu entwickeln scheint. Der aber hat längst ein Auge auf Theas jüngere Schwester, die durch und durch liebenswerte, spontane, offene und vor allem grundanständige Christine Hackrath geworfen. Der knarzige Konsul findet mehr und mehr Gefallen an seinem jungen und dynamischen Schwiegersohn, der bei einer Explosion dank seines mutigen Einsatzes sogar einmal das Leben eines Werksangestellten rettet, und promotet im familieneigenen Konzern dessen Karriere. Dies missfällt jedoch Dr. Korss, denn Heinzens Karriereaufstieg bedeutet seinen eigenen Stillstand. Und so plant er den unliebsamen Konkurrenten umzubringen. Dabei stellt er sich jedoch nicht allzu geschickt an, und der hinterhältige Anschlag trifft die ahnungslose Thea, die bei einem Autounfall ums Leben kommt. Korss muss für seinen verbrecherischen Anschlag hinter Gitter und Konsul Hackrath bestimmt den früheren Schauspieler zu seinem Nachfolger. Der wiederum tritt mit Christine vor den Altar.

## Produktionsnotizen
Morgen wirst du um mich weinen entstand Mitte 1959 und wurde am 1. Oktober 1959 im Hildesheimer Capitol-Kino uraufgeführt. 
Alfred Braun inszenierte hiermit seinen letzten Kinofilm. Otto Erdmann entwarf die von Karl Schneider umgesetzten Filmbauten. Rolf Eden, späterer Playboy und Berliner Nachtclub-Besitzer, gab hier sein Leinwand-Debüt.
Der Filmschlager "Morgen wirst du um mich weinen", gesungen von den "Teddies", schaffte am 7. November 1959 den Einstieg in die deutschen Charts und erreichte Platz 33.

## Kritik
Im Lexikon des Internationalen Films heißt es: „Gefühlsselige Aufbereitung des Klischees von der ausgleichenden Gerechtigkeit: für den Edelmütigen hält der Film Reichtum und Liebestrost bereit, die Leichtfertige aber wird per Autounfall ins Jenseits befördert.“